# Ladysmith Black Mambazo

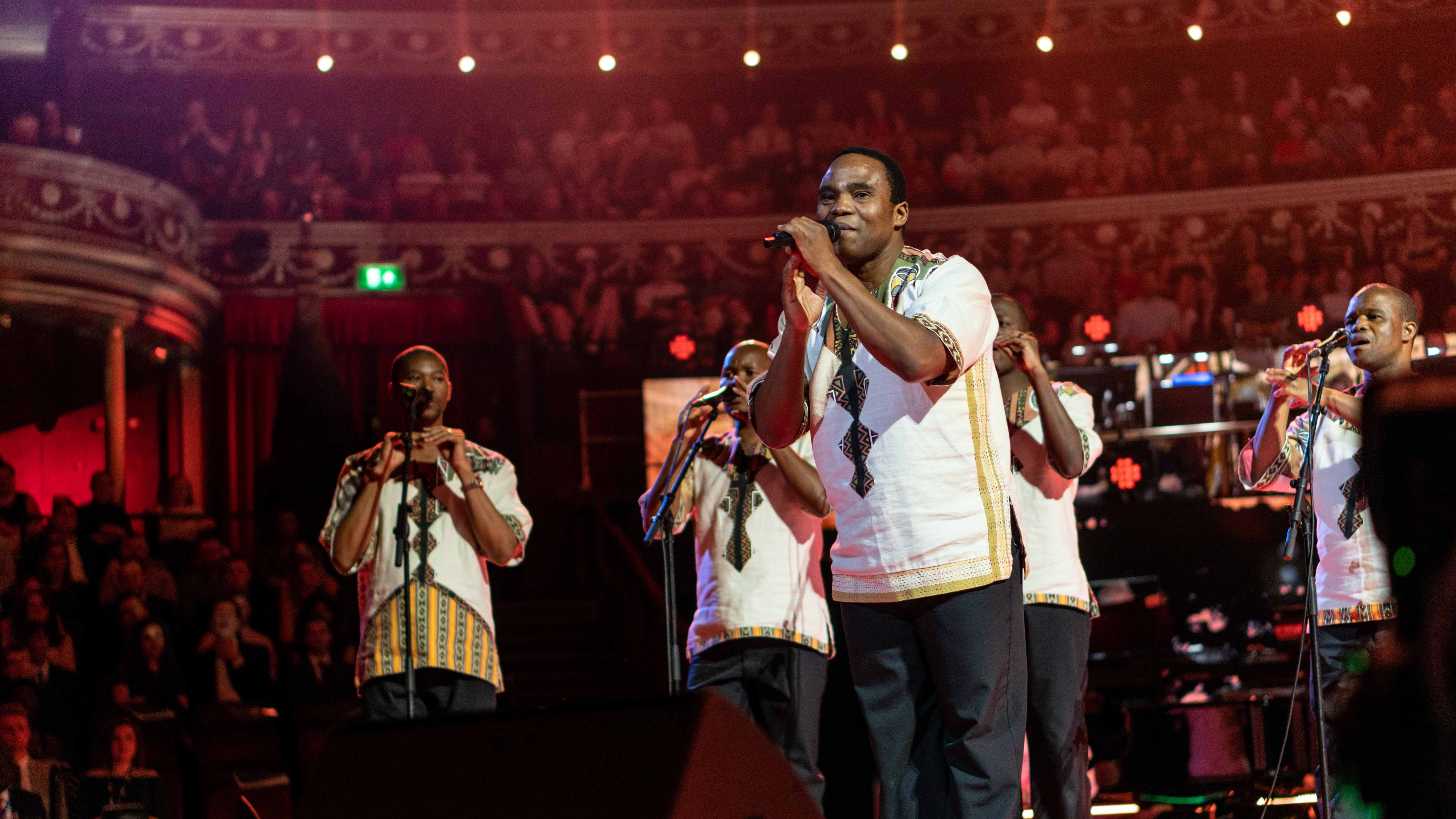
Ladysmith Black Mambazo in London (2018)

Ladysmith Black Mambazo (LBM) ist eine A-cappella-Gruppe aus Südafrika.
Die Gruppe wurde Anfang der 1960er Jahre in Ladysmith in der heutigen Provinz KwaZulu-Natal gegründet. Das Black im Namen bezieht sich auf ‚Schwarzer Ochse‘, welcher (traditionell) das stärkste Tier auf einer (afrikanischen) Farm darstellt. Mambazo bedeutet ‚Axt‘.
Die Zusammensetzung des Namens ist auf den Umstand zurückzuführen, dass LBM bei früheren musikalischen Wettbewerben die Konkurrenz auf Grund ihrer mächtigen Stimmen symbolisch wie mit einer Axt „umgehauen“ hat. Sie waren somit bei diesen Wettbewerben stets die Sieger (also der „Platzhirsch“ oder eben der „Schwarze Ochse“). Während des Graceland Konzertes spricht Paul Simon ebendiese Bedeutung des Namens bei der Vorstellung von LBM an. Bis zu seinem Tod am 11. Februar 2020 leitete Joseph Shabalala den rein männlich besetzten Chor in der Tradition des Mbube und des Isicathamiya, des traditionellen Männer-Choral-Gesangs der Zulu.

## 1960–1986
Joseph Shabalala (1941–2020) gründete Ladysmith Black Mambazo 1964, nachdem er angeblich sechs Monate lang von „perfekten“ Isicathamiya-Harmonien, geträumt hatte, den traditionellen Gesängen der Zulu. Bereits seit den 1950er-Jahren hatten viele der Mitglieder, zumeist Brüder und Cousins von Shabalala, gemeinsam unter dem Namen Ezimnyama Ngenkani (‚Die Schwarzen‘) gesungen, jedoch ohne überregionale Bekanntheit zu erlangen.
Nachdem Ladysmith Black Mambazo auf lokalen Hochzeitsfesten zwischen Durban und Johannesburg Erfolg hatte, begann sie, an Isicathamiya-Wettbewerben teilzunehmen. Die Gruppe galt bald als dermaßen gut, dass sie gelegentlich gebeten wurde, zwar aufzutreten, jedoch nicht am Wettbewerb teilzunehmen.
Seit 1967 nahm LBM für Radio Zulu auf. 1972 unterzeichnete die Gruppe einen Vertrag mit dem Produzenten West Nkosi und brachte 1973 ihr erstes Album Amabutho bei Gallo Records heraus, die erste afrikanische LP, die für mehr als 25.000 verkaufte Exemplare eine Goldene Schallplatte erhielt. Bis heute produzierte LBM mehr als 30 weitere Alben. Auch die folgenden Platten erhielten Gold- oder Platinauszeichnungen. Ab der zweiten Plattenveröffentlichung waren die Sänger professionelle Musiker geworden.
1975 konvertierte Shabalala zum Christentum und Ladysmith Black Mambazo veröffentlichten ihr erstes religiöses Album, Ukukhanya Kwelanga, das zweimal Platin erreichte. Eine der bekanntesten religiösen Platten wurde Ukusindiswa von 1976. 1981 wurde es der Gruppe erlaubt, nach Köln zu reisen. LBM tourte durch Deutschland, trat im Fernsehen auf und lernte soweit die deutsche Sprache, dass sie auf der Platte Phansi Emgodini (1981) das Stück Wir grüßen Euch alle auf Deutsch sang. 1982 kehrte LBM erneut nach Deutschland zurück, um bei einer Quizsendung im Fernsehen aufzutreten.

## 1986–1994
1986 schaffte Ladysmith Black Mambazo den internationalen Durchbruch durch die Zusammenarbeit mit dem US-amerikanischen Musiker Paul Simon für dessen LP Graceland.
Paul Simon war 1985 nach Südafrika gereist, um schwarze Musiker für eine Zusammenarbeit zu finden. Die Aufnahmen fanden in London statt. Das erste Stück war Homeless, eine Komposition von Shabalala mit englischen Texten von Simon. Obwohl beide beschuldigt wurden, den Kulturboykott gegen Südafrika gebrochen zu haben, wurde das Album zu einem der erfolgreichsten Alben der 1980er-Jahre. Dieser Erfolg ebnete auch anderen Künstlern den Weg für eine internationale Anerkennung, wie Stimela und den Mahotella Queens.
Nach Graceland arbeitete Simon als Produzent bei drei Alben für den amerikanischen Markt mit LBM zusammen: Shaka Zulu (1987), für das LBM ihren ersten Grammy in der Kategorie Weltmusik erhielten, Journey of Dreams (1988) und Two Worlds, One Heart (1990).
Im Abspann von Michael Jacksons Moonwalker (1988) hat das Ensemble einen beeindruckenden Auftritt. 
Am 10. Dezember 1991 wurde Shabalalas Bruder, der Bass-Sänger Headman Shabalala, von Sean Nicholas, einem weißen Mitarbeiter eines Sicherheitsdienstes, erschossen. Sein Tod wurde von Paul Simon als rassistischer Mord betrachtet und er führte einen Prozess gegen Nicholas. Shabalala hörte auf zu singen, bis er mit drei früheren Mitgliedern und vier seiner Söhne 1993 wieder auf die Bühne zurückkehrte.

## 1994–2002
Das Apartheid-System war ab 1990 zusammengebrochen, Nelson Mandela nach 27 Jahren aus dem Gefängnis entlassen und schließlich zum Präsidenten gewählt worden. Das Album Liph’ Iqiniso (1993) war das erste Album unter diesen neuen Bedingungen. Das letzte Stück dieser Platte, Isikifil’ Inkululeko (‚Die Freiheit ist angekommen‘), feierte das Ende der Apartheid.
Nelson Mandela bezeichnete die Mitglieder von Ladysmith Black Mambazo als kulturelle Botschafter Südafrikas. 1993 bat Nelson Mandela LBM, ihn bei der Zeremonie bei der Verleihung des Friedensnobelpreises in Oslo zu begleiten. Bei der Vereidigung Mandelas als Präsident Südafrikas im Mai 1994 sang die Gruppe erneut.
Der kamerunische Musiker Manu Dibango coverte 1994 den Song Biko von Peter Gabriel auf seinem Album Wakafrika. In Dibangos Version spielten auch Gabriel, Sinéad O’Connor, Ladysmith Black Mambazo, Geoffrey Oryema und Alex Brown mit.
1998 nahm die Gruppe eine Version des Liedes Inkanyezi Nezazi für Werbeaufnahmen der Firma Heinz auf, die in Großbritannien liefen und so erfolgreich waren, dass LBM das Original von 1992 als Single herausbrachten, die auf Platz zwei der britischen Singlecharts landete. Danach folgte die Kompilation The Best of Ladysmith Black Mambazo: The Star and the Wiseman, die dreimal Platin erreichte und von der allein in Großbritannien eine Million Exemplare verkauft wurden. Neben weltweiten Tourneen arbeitete LBM unter anderem mit Peter Gabriel, Stevie Wonder, Dolly Parton, The Winans, Julia Fordham, George Clinton, B*Witched, The Corrs, Ben Harper zusammen und traten außer für Nelson Mandela auch für Papst Johannes Paul II. und die britische Königsfamilie auf.

## 2002–2006
Im Mai 2002 wurde Shabalalas Frau Nellie ermordet, Shabalala selbst bei dem Versuch, sie zu schützen, an der Hand verletzt. Dies passierte während der Aufnahmen zu Wenyukela, dem ersten Album mit neuem Material seit Lihl’ Ixhiba Likagogo (2000).
Viele der Stücke auf dieser CD setzen sich mit ethischen Themen wie Rassismus, dem Autofahren unter Alkoholeinfluss, den Gewalttätigkeiten vor den Wahlen in Südafrika 1994, Fair Trade in Afrika und mit christlichen Themen auseinander. Wenyukela wurde zu einem neuen großen Erfolg und verkaufte sich allein in den USA sechs Millionen Mal und brachte der Gruppe ihren zweiten Grammy ein.
Für die CD No Boundaries arbeitete LBM 2005 mit dem English Chamber Orchestra zusammen und bearbeitete mehrere Standardwerke der klassischen Musik (Bachs Jesus bleibet meine Freude, Mozarts Ave verum corpus) und eigene Stücke (Homeless, Awu, Wemadoda, Ngingenwe Emoyeni). Trotz anfänglicher Irritationen wegen der Mischung europäischer Klassik mit der Folklore der Zulu verkaufte sich das Album sehr gut und wurde für einen Grammy nominiert.
Mit der CD Long Walk to Freedom feierten die Ladysmith Black Mambazo 2006 ihr 45-jähriges Bestehen, in dessen Verlauf die Gruppe 30 verschiedene Mitglieder hatte. 20 Jahre nach Graceland nahm LBM mit einer Vielzahl von Künstlern auf, darunter Zap Mama, Sarah McLachlan, Melissa Etheridge, Joe McBride, Natalie Merchant, Emmylou Harris, Taj Mahal und den südafrikanischen Künstlern Lucky Dube, Phuzekhemisi, Bhekumuzi Luthuli, Nokukhanya, Thandiswa, Vusi Mahlasela und Hugh Masekela.

## Die Ladysmith Black Mambazo Foundation
Im Januar 1999 gründete Joseph Shabalala die The Ladysmith Black Mambazo Foundation. Ziel der Organisation ist es, jungen Südafrikanern der Zulu ihre eigene traditionelle Musik und Kultur nahezubringen. Ein eigenes Gebäude soll Proben- und Unterrichtsräume sowie ein eigenes Tonstudio umfassen.

## Film
On Tiptoe: Gentle Steps to Freedom, der auch für den Bester Dokumentar-Kurzfilm bei den 73. Oscarverleihungen nominiert war, stellt die Gruppe dar.

## Diskografie

### Studioalben
| Jahr | Titel Musiklabel                                       | Höchstplatzierung, Gesamtwochen, AuszeichnungChartsChartplatzierungen (Jahr, Titel, Musiklabel, Platzierungen, Wochen, Auszeichnungen, Anmerkungen) | Anmerkungen                |
| Jahr | Titel Musiklabel                                       | UK | Anmerkungen                |
| ---- | ------------------------------------------------------ | --- | -------------------------- |
| 1987 | Shaka Zulu Warner Bros. Records                        | UK34 Silber · (11 Wo.)UK | Erstveröffentlichung: 1987 |
| 1992 | Inkanyezi Nezazi – The Star And The Wiseman Flame Tree | UK84 (1 Wo.)UK | Erstveröffentlichung: 1992 |
| 1997 | Heavenly Gallo Records                                 | UK53 Gold · (24 Wo.)UK | Erstveröffentlichung: 1997 |
| 1999 | In Harmony Universal Music TV                          | UK15 Silber · (5 Wo.)UK | Erstveröffentlichung: 1999 |

Weitere Studioalben
- 1973: Amabutho (Motella)
- 1973: Imbongi! (Motella)
- 1974: Istimela (Motella)
- 1975: Shintsha Sithothobala (Motella)
- 1975: Ukukhanya Kwelanga (Motella)
- 1976: Ukusindiswa (Motella)
- 1976: Phezulu Emafini (Motella)
- 1976: Amaqhawe (Motella)
- 1977: Ushaka (Motella)
- 1979: Intokzo (Ezom Dabu)
- 1979: Ezinkulu (Ezom Dabu)
- 1980: Nqonqotha Mfana (Gallo)
- 1981: Phansi Emgodini (Ezom Dabu)
- 1982: Umthombo Wamanzi (Ezom Dabu)
- 1983: Induku Zethu (Ezom Dabu)
- 1985: Inala (Ezom Dabu)
- 1985: Ulwandle Oluncgwele (Ezom Dabu)
- 1986: Ezulwini Siyakhona (Ezom Dabu)
- 1987: Thandani (Ezom Dabu)
- 1988: Journey of Dreams (Warner Bros. Records)
- 1990: Two Worlds One Heart (Warner Bros. Records)
- 1993: Liph' Iqiniso (Shanachie)
- 1994: Gift of the Tortoise (Gallo)
- 1995: Thuthukani Ngoxolo (Wrasse Records)
- 1995: Izigqi Zendoda  (Gallo)
- 1995: Gospel Songs (Wrasse Records)
- 2003: Raise Your Spirit Higher (Wenyukela) (Wrasse Records)
- 2006: Long Walk to Freedom (Gallo)
- 2007: Isitimela (Gallo)
- 2008: Ilembe: Honoring Shaka Zulu (Gallo)
- 2010: Songs from a Zulu Farm (Listen 2 Entertainment Group)
- 2011: African Sun (Sommerset Entertainment)

### Livealben
- 1999: Live at the Royal Albert Hall (Shanachie)
- 2005: Live at Montreux 1987/1989/2000 (Eagle Records)

### Kompilationen
| Jahr | Titel Musiklabel                                | Höchstplatzierung, Gesamtwochen, AuszeichnungChartsChartplatzierungen (Jahr, Titel, Musiklabel, Platzierungen, Wochen, Auszeichnungen, Anmerkungen) | Anmerkungen                |
| Jahr | Titel Musiklabel                                | UK | Anmerkungen                |
| ---- | ----------------------------------------------- | --- | -------------------------- |
| 1998 | The Best Of – The Star and the Wiseman Polygram | UK2 ×3Dreifachplatin · (41 Wo.)UK | Erstveröffentlichung: 1998 |
| 2001 | The Ultimate Collection Universal Music         | UK37 (4 Wo.)UK | Erstveröffentlichung: 2001 |

Weitere Kompilationen
- 1990: Classic Tracks (Shanachie)
- 1991: Zulu Traditional (JVC, für den japanischen Markt)
- 1992: Best Of (Shanachie)
- 1997: Spirit of South Africa – The Very Best Of (Nascente)
- 1998: The Best Of Vol. 1 (Koch International)
- 1998: The Best Of Vol. 2 (Shanachie)
- 1999: Peace & Love (Marks & Spencer)
- 1999: The Best Of (Hart Records)
- 2000: The Warner brothers Collection (Warner Archives)
- 2000: Favourites (Wrasse Records)
- 2002: The Chillout Sessions (Gallo)
- 2004: The Very Best Of Rain, Rain, Beautiful Rain  (Wrasse Records)
- 2005: Best Of – Out of Africa (Gallo)
- 2009: Tip Toe Guys: The Soul Of - A Story of Zulu Harmony (Nascente)
- 2012: The Pure & The Golden (Metro Select)
- 2013: Colours of Africa (Gallo)
- 2016: Celebrating Our History 1973-1974: Amabutho / Isitimela (Eigenproduktion)

### Zusammenarbeiten/Split-Alben
- 1989: How the Leopard Got His Spots (Spoken-Word-Album zusammen mit Danny Glover, Warner Bros Records)
- 1990: The Lion Sleeps Tonight Single, mit The Mint Juleps, Elektra
- 1992: South Africa: Cologne Zulu Festival (Livealbum zusammen mit Johnny Clegg & Sipho Mchunu, Network Medien)
- 1996: Ukuzala Ukuzelula (Ladysmith Black Mambazo ne Nzalabantu, Gallo Records)
- 2004: No Boundaries (Ladysmith Black Mambazo and the Strings of the English Chamber Orchestra. Dirigiert von Ralf Gothóni, Heads Up International)
- 2004: Steel Storm (Africanism Loves Ladysmith Black Mambazo (12’’, Yellow Productions))
- 2008: We Are Together (Songs From The Motion Picture) (Ladysmith Black Mambazo present The Children of Agape Choir, EMI)
- 2010: Ladysmith Black Mambazo & Friends (Razor & Tie)

### Singles
| Jahr | Titel Album                                                                             | Höchstplatzierung, Gesamtwochen, AuszeichnungChartsChartplatzierungen (Jahr, Titel, Album, Platzierungen, Wochen, Auszeichnungen, Anmerkungen) | Anmerkungen                                  |
| Jahr | Titel Album                                                                             | UK | Anmerkungen                                  |
| ---- | --------------------------------------------------------------------------------------- | --- | -------------------------------------------- |
| 1995 | Swing Low Sweet Chariot –                                                               | UK15 (6 Wo.)UK | Erstveröffentlichung: 1995 feat. China Black |
| 1995 | World in Union ’95 –                                                                    | UK47 (5 Wo.)UK | Erstveröffentlichung: 1995 feat. P.J. Powers |
| 1997 | Inkanyezi Nezazi (The Star And The Wiseman) Inkanyezi Nezazi - The Star And The Wiseman | UK33 (3 Wo.)UK | Erstveröffentlichung: 1997                   |
| 1998 | The Star And The Wiseman (Remixes) –                                                    | UK63 (2 Wo.)UK | Erstveröffentlichung: 1998                   |
| 1999 | Ain’t No Sunshine In Harmony                                                            | UK42 (2 Wo.)UK | Erstveröffentlichung: 1999 feat. Des’ree     |

Weitere Singles
- 1976: Gijimani Wezintombi (Motella)
- 1976: Igama Likajesu (Motella)
- 1976: Uthando (Motella)
- 1976: Ngxa Ngimbona Umsindisi (Motella)
- 1979: Nearer My God / Praise the Lord  (Black Hi-Lights Records)
- 1980: Tsamaya Pelo Yaka  (Ezom Dabu)
- 1987: Hello My Baby (Warner Bros. Records)
- 1987: That’s Why I Choose You (Serengeti)
- 1988: Rain, Rain, Beautiful Rain (Warner Bros. Records)
- 1990: Township Jive (Warner Bros. Records)
- 1997: Knockin’ on Heaven’s Door (feat. Dolly Parton, Van Record Company)
- 1999: Shosholoza 99 (Universal Music TV)
- 1999: Abezizwe (Universal Music)

### Gastbeiträge
- 1986: Homeless und Diamonds on the Soles of Her Shoes auf dem Album Graceland von Paul Simon
- 1990: Cartrouble auf dem Album Slap! von Chumbawamba
- 1990: Coast auf dem Album The Rhythm of the Saints von Paul Simon
- 1990: The Moon is Walking (End Credits) auf Moonwalker von Michael Jackson
- 1991: Police State auf Community von State of Art
- 1991: Passage to Promise auf Book of Roses von Andreas Vollenweider
- 1992: Jeff Wayne’s Musical Version of Spartacus von Jeff Wayne
- 1994: Biko von Manu Dibango
- 1994: African Alphabet (feat. Kermit) und Sing auf Sesame Street Celebrates!
- 1995: Take the Time Out auf Conversation Peace von Stevie Wonder
- 1995: World in Union auf Woman of Africa von P. J. Powers
- 1996: Peace Train / Isitimela Sokuthula auf Treasures von Dolly Parton
- 1997: Bhambororo! auf Kryptos von Andreas Vollenweider
- 1999: Amazing Grace/Nearer My God to Thee auf I Got Stung von Paul McCartney
- 1999: I Shall be There auf Awake and Breathe von B*Witched
- 1999: We Are One von Angélique Kidjo
- 2003: Picture of Jesus auf Diamonds on the Inside von Ben Harper
- 2004: Borrowed Heaven auf Borrowed Heaven von The Corrs
- 2006: Lullaby und Weeping auf Awake von Josh Groban
- 2007: Sylvie auf Still Waters von Louise Setara
- 2007: We’ll Never Turn Back von Mavis Staples
- 2014: Hamba Uyosebenza auf Nostalgic Moments von The Soil
- 2022: This Town auf Heard You Got Love von Jeremy Loops
- 2025: Coming Home auf Feathers and Stone von Jeremy Loops

## Auszeichnungen
- 1988: Grammy in der Kategorie Beste traditionelle Folk-Aufnahme für das Album Shaka Zulu
- 2005: Grammy in der Kategorie Bestes traditionelles Weltmusikalbum für das Album Raise Your Spirit Higher
- 2005: Kora All African Music Award in der Kategorie Traditionelle Gruppe des Jahres[20]
- 2008: Order of Ikhamanga in Silber[21]
- 2014: Grammy in der Kategorie Bestes Weltmusikalbum für das Livealbum Singing for Peace Around the World
- 2018: Grammy in der Kategorie Bestes Weltmusikalbum für Shaka Zulu Revisited: 30th Anniversary Celebration